# Lietuvos liaudies partija
Lietuvos liaudies partija (dt. 'Partei des Volks Litauens') ist eine Partei in Litauen. Sie wurde am 5. Dezember 2009 als Lietuvos liaudies sąjūdis eingerichtet. Das Justizministerium Litauens lehnte aber die Eintragung unter diesem Namen ab. Am 20. April 2010 wurde die heutige Partei registriert.  Bei den Gemeinderatswahlen im Jahr 2015 erhielt die Partei zwei Sitze im Rat der Stadtgemeinde Šiauliai, zwei in Kalvarija und einen in Jurbarkas.

## Vorsitzende
- 2010–2014: Kazimira Prunskienė (* 1943), erste Ministerpräsidentin Litauens
- 2014–2015: Andrius Šedžius (* 1976), Unternehmer von Šiauliai
- 2015: Aras Sutkus (* 1968), Kleinunternehmer[2]
- 2016–2017:  Rolandas Paulauskas (* 1954), LRT-Journalist